# OFAB-100-120

Desenho de uma OFAB-100-120

A OFAB-100-120 é uma pequena bomba de fragmentação que pode ser usada por aeronaves de ataque ao solo como Sukhoi Su-17, Sukhoi Su-25 e Sukhoi Su-30, tendo sido usada na Guerra Civil da Síria.